# 静夜颂
静夜颂，又稱睡前禱、寢前經、夜禱、夜课、夜课经，聖公會譯寢前禱崇拜，英文為Compline，來自拉丁文completorium一字，是「完成」的意思，是日課中一天中的最后一次祈祷，通常要在日落之后，就寝之前进行。在这场祈祷后一直到来日的曙光赞，修道院里应该是一片肃静，没有一点声音的。这种绝对的肃静通常会一直持续到早上九点（尤其在本笃会和熙笃会的隐修院里 ）。
神父们也应该做静夜颂，但可以根据教区的生活灵活选择时间，但最好在就寝前进行。

## 聖公會
在聖公宗傳統中，寢前課在英國宗教改革期間因簡化教會禮儀被取消了。在公禱書的禮儀中，寢前禱文的元素已經跟日常禮讚中的晚課(Vespers)被合併，融入在晚禱崇拜(Evening Prayer)之中。
英國十九世紀出現牛津運動帶來了禮儀復辟，英國聖公會內有部分成員復興改教前的日課，每天共七個時辰，並將羅馬禮書以「公禱書英語」（Prayer Book English）重新翻譯。當時的聖公會根據公禱書早晚禱的基礎，在日常禮讚加入使用第一時辰（Prime）及寢前禱。1928年英國《公禱書》改革，在提請國會通過版本中，亦有在附錄加入此兩個崇拜，寢前禱文程序與中世紀非修院的日課完全相同。
其他地區的公禱書修訂工作，也加入了寢前禱文。寢前禱崇拜在1914年美國聖公會日課書(Book of Offices)、1929年蘇格蘭聖公會公禱書、1938年中華聖公會黑皮公禱書、1962年加拿大聖公會公禱書、2004年愛爾蘭聖公會公禱書，正式被恢復採用為聖公會的崇拜禮儀。1979年版的美國聖公會公禱書、加拿大聖公會的「替換本」(Book of Alternative Services)和英國聖公會的「公共崇拜─每日祈禱」(Common Worship: Daily Prayer)，均提供現代版本的寢前禱崇拜程序及禮文。香港聖公會教省第四屆總議會亦在2007年通過接納將「日常禮讚第二式─早禱、午禱、晚禱及寢前禱禮文」作為試用禮文。
寢前禱（Night Prayer (Compline)）是一個充滿靜默的崇拜，也是一天完結時、休息前的反思時間。程序包括邀請、懺罪、詩篇、經課、啟應、聖頌（求主頌，即西面頌，出自路加福音二章29-32節）、祈禱、祝文和祝福。除了固定的禮文，為一星期中的每天和教會年曆中不同節期的額外替用禮文亦有提供讓每天使用寢前禱的信徒使用。跟早禮崇拜及晚禱崇拜一樣，寢前禱崇拜可由平信徒擔任司禱主領。若崇拜結束是一天的真正結束，不再有附加的節目、談話或嘈音，這是最有效的。若有其他事務、講話，都應在寢前禱之前進行。若寢前禱在聖堂內舉行，眾人應在靜默中散去；若在家裏，則安靜就寢。